# Барби (Эльба)
Барби (нем. Barby) — город в Германии, в земле Саксония-Анхальт.
Входит в состав района Зальцланд. Подчиняется управлению Эльбе-Зале. Население составляет 9293 человека (на 31 декабря 2010 года). Занимает площадь 40,85 км². Официальный код — 15 3 67 002.

## История
Барби — прежняя резиденция графов Барби, на левом берегу Эльбы, ниже устья Заалы, в Магдебургском округе, на линии ж. д. Берлин-Бланкенгейм.
В Барби находятся две евангелических церкви и замок, куда была переведена в 1855 году учительская семинария (основанная в 1823 году в Магдебурге). В прежнее время здесь существовала колония, основанная в 1749 году гернгутерами, которые устроили педагогический институт, завели типографию и открыли книжный склад, но все эти учреждения были переведены в 1809 году в Ниски, в Верхнюю Лузацию.
Во время Тридцатилетней войны город Барби был в 1635 году взят шведами под начальством Банера. Дворянский род Барби появляется уже в XI веке первоначально в вассальной зависимости от Кведлинбургского аббатства, после того он приобрел самостоятельность, затем стал ленником саксонского курфюрста. В 1497 году Барби были возведены в графское достоинство, но со смертью графа Августа-Людвига в 1659 году прекратилась мужская линия Барби, и графство Барби досталось герцогу Августу Саксен-Вейсенфельскому. После смерти герцога Августа в 1680 году графство Барби перешло к его третьему сыну, Генриху. В 1689 году Генрих присоединился к реформатской церкви, и от него ведет начало линия Саксен-Барби. Его сын и преемник Георг-Альбрехт умер в 1739 году, не оставив наследника, так что Барби перешло опять к линии Вейсенфельсов. Впоследствии, со смертью Иоганна-Адольфа II. в 1746 году, угасла и эта линия, и Барби вместе с владениями Вейсенфельсов вернулся к Саксонскому курфюршеству. В 1807 году по Тильзитскому миру Барби вошло в состав нового, образованного Наполеоном Вестфальского королевства. Наконец в 1815 году по постановлению Венского конгресса Барби отошёл к Пруссии.
В XIX веке (1880) Барби насчитывал 5540 жителей, занимающихся свеклосахарным производством, пивоварением и сельским хозяйством.

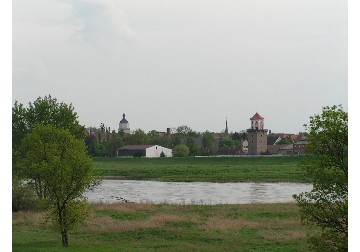
Вид Барби

## Знаменитые земляки
- Зеринг, Макс (1857—1939) — немецкий учёный, политэконом и агроном